# Shahrestān di Lordegan
Lo shahrestān di Lordegan o Lordagan (farsi شهرستان لردگان) è uno dei 7 shahrestān della provincia di Chahar Mahal e Bakhtiari, in Iran. Il capoluogo è Lordegan. Lo shahrestān è suddivisa in 4 circoscrizioni (bakhsh):
- Centrale (بخش مرکزی)
- Falard (بخش فلارد)
- Khanmirza (بخش خانمیرزا)
- Manj (بخش منج)